# 노재헌
노재헌(盧載憲, 1965년 11월 3일 ~ )은 대한민국의 법조인이다. 미국 변호사 자격증을 취득하기도 했다. 노태우 대한민국 제13대 대통령의 장남이다.

## 학력
- 경복고등학교 졸업
- 서울대학교 경영대학 경영학 학사
- 스탠퍼드대학교 대학원 정치학 석사
- 조지타운대학교 대학원 법학 박사

## 생애
1965년 11월 3일, 노태우 대한민국 대통령과 김옥숙 대한민국 영부인의 1남 1녀 중 장남으로 태어났다.
누나는 노소영 아트센터나비 관장이며, 외숙부는 김복동 육군사관학교장이며, 이모부는 금진호 상공부 장관이다.
경복고등학교, 서울대학교 경영학 학사(Bachelor of Arts), 아이비 리그 스탠퍼드 대학교(Stanford University) 정치학 석사(Master of Arts), 조지타운 대학교(Georgetown University) 법학 박사(Juris Doctor) 과정을 거쳤다.
석사 과정 후 6개월 석사 장교로 군복무를 이행했다. 1990년, 신명수 신동방그룹 회장의 장녀인 신정화와 결혼해 2남 1녀를 두었으나, 2013년 이혼했다.
2019년 12월 5일, 5.18 민주 묘지에 참배했다. 

## 약력
- 1990년 육군제3사관학교 예비역 소위(석사장교)
- 1990년 센터 포 스트라테직 앤 인터내셔널 스터디스
- 1990년 ~ 1991년 스페셜 어시스턴트 투 더 디렉터 아시안 스터디스
- 1991년 ~ 1993년 국회의장실 국제담당비서관
- 1993년 리서치 앤 리서치 선임연구원
- 1993년 ~ 1994년 일본 도쿄대 국제관계론 객원연구원
- 1994년 호버 인스터쥬션 리서치 연구원
- 1994년 ~ 1995년 민주자유당 대구 동구을 지구당위원장
- 2000년 ~ 2002년 도세시앤드휘트니 로펌 변호사
- 2000년 수원대학교 법학과 외래교수
- 2000년 강남대학교 법학과 외부강사
- 2002년 ~ 2005년 Alston & Bird 변호사
- 2005년 ~ 2007년 White & Case 변호사
- 2007년 ~ 2010년 법무법인바른 미국법 자문사
- 2007년 ~ 뷰티플마인드 상임이사
- 2012년 ~ 2020년 한중문화센터 원장
- 2015년 ~ 2020년 에스피테크놀러지 부회장
- 2019년 ~ 대구국제뮤지컬페스티벌 이사
- 2020년 ~ 에스피텍홀딩스 부회장
- 2020년 ~ 동아시아문화센터 이사장
- 2021년 ~ 한중관계 미래발전위원회 사회문화 분과위원장
- 2022년 제20대 대통령직인수위원회 국민통합위원회 정치분과위원

## 가족 관계
- 부계(父系)

|                       |                       |                           |                           |                           |                           |                           |                           |                       |                       |                       |                       | 노병수 (盧秉壽) 1901~1940 | 노병수 (盧秉壽) 1901~1940 | 노병수 (盧秉壽) 1901~1940 | 노병수 (盧秉壽) 1901~1940 | 노병수 (盧秉壽) 1901~1940 | 노병수 (盧秉壽) 1901~1940 |                       |                       | 김태향 (金泰香) 1907~1999 | 김태향 (金泰香) 1907~1999 | 김태향 (金泰香) 1907~1999 | 김태향 (金泰香) 1907~1999 | 김태향 (金泰香) 1907~1999 | 김태향 (金泰香) 1907~1999 |              |              |              |              |              |              |
|                       |                       |                           |                           |                           |                           |                           |                           |                       |                       |                       |                       | 노병수 (盧秉壽) 1901~1940 | 노병수 (盧秉壽) 1901~1940 | 노병수 (盧秉壽) 1901~1940 | 노병수 (盧秉壽) 1901~1940 | 노병수 (盧秉壽) 1901~1940 | 노병수 (盧秉壽) 1901~1940 |                       |                       | 김태향 (金泰香) 1907~1999 | 김태향 (金泰香) 1907~1999 | 김태향 (金泰香) 1907~1999 | 김태향 (金泰香) 1907~1999 | 김태향 (金泰香) 1907~1999 | 김태향 (金泰香) 1907~1999 |              |              |              |              |              |              |
|                       |                       |                           |                           |                           |                           |                           |                           |                       |                       |                       |                       |                           |                           |                           |                           |                           |                           |                       |                       |                           |                           |                           |                           |                           |                           |              |              |              |              |              |              |
|                       |                       |                           |                           |                           |                           |                           |                           |                       |                       |                       |                       |                           |                           |                           |                           |                           |                           |                       |                       |                           |                           |                           |                           |                           |                           |              |              |              |              |              |              |
|                       |                       | 노태우 (盧泰愚) 1932~2021 | 노태우 (盧泰愚) 1932~2021 | 노태우 (盧泰愚) 1932~2021 | 노태우 (盧泰愚) 1932~2021 | 노태우 (盧泰愚) 1932~2021 | 노태우 (盧泰愚) 1932~2021 |                       |                       |                       |                       |                           |                           | 김옥숙 (金玉淑) 1935~     | 김옥숙 (金玉淑) 1935~     | 김옥숙 (金玉淑) 1935~     | 김옥숙 (金玉淑) 1935~     | 김옥숙 (金玉淑) 1935~ | 김옥숙 (金玉淑) 1935~ |                           |                           |                           |                           |                           |                           | 노재우 1937~ | 노재우 1937~ | 노재우 1937~ | 노재우 1937~ | 노재우 1937~ | 노재우 1937~ |
|                       |                       | 노태우 (盧泰愚) 1932~2021 | 노태우 (盧泰愚) 1932~2021 | 노태우 (盧泰愚) 1932~2021 | 노태우 (盧泰愚) 1932~2021 | 노태우 (盧泰愚) 1932~2021 | 노태우 (盧泰愚) 1932~2021 |                       |                       |                       |                       |                           |                           | 김옥숙 (金玉淑) 1935~     | 김옥숙 (金玉淑) 1935~     | 김옥숙 (金玉淑) 1935~     | 김옥숙 (金玉淑) 1935~     | 김옥숙 (金玉淑) 1935~ | 김옥숙 (金玉淑) 1935~ |                           |                           |                           |                           |                           |                           | 노재우 1937~ | 노재우 1937~ | 노재우 1937~ | 노재우 1937~ | 노재우 1937~ | 노재우 1937~ |
|                       |                       |                           |                           |                           |                           |                           |                           |                       |                       |                       |                       |                           |                           |                           |                           |                           |                           |                       |                       |                           |                           |                           |                           |                           |                           |              |              |              |              |              |              |
|                       |                       |                           |                           |                           |                           |                           |                           |                       |                       |                       |                       |                           |                           |                           |                           |                           |                           |                       |                       |                           |                           |                           |                           |                           |                           |              |              |              |              |              |              |
| 노소영 (盧素英) 1961~ | 노소영 (盧素英) 1961~ | 노소영 (盧素英) 1961~     | 노소영 (盧素英) 1961~     | 노소영 (盧素英) 1961~     | 노소영 (盧素英) 1961~     |                           |                           | 최태원 (崔泰源) 1960~ | 최태원 (崔泰源) 1960~ | 최태원 (崔泰源) 1960~ | 최태원 (崔泰源) 1960~ | 최태원 (崔泰源) 1960~     | 최태원 (崔泰源) 1960~     |                           |                           | 노재헌 (盧載憲) 1965~     | 노재헌 (盧載憲) 1965~     | 노재헌 (盧載憲) 1965~ | 노재헌 (盧載憲) 1965~ | 노재헌 (盧載憲) 1965~     | 노재헌 (盧載憲) 1965~     |                           |                           |                           |                           |              |              |              |              |              |              |
| 노소영 (盧素英) 1961~ | 노소영 (盧素英) 1961~ | 노소영 (盧素英) 1961~     | 노소영 (盧素英) 1961~     | 노소영 (盧素英) 1961~     | 노소영 (盧素英) 1961~     |                           |                           | 최태원 (崔泰源) 1960~ | 최태원 (崔泰源) 1960~ | 최태원 (崔泰源) 1960~ | 최태원 (崔泰源) 1960~ | 최태원 (崔泰源) 1960~     | 최태원 (崔泰源) 1960~     |                           |                           | 노재헌 (盧載憲) 1965~     | 노재헌 (盧載憲) 1965~     | 노재헌 (盧載憲) 1965~ | 노재헌 (盧載憲) 1965~ | 노재헌 (盧載憲) 1965~     | 노재헌 (盧載憲) 1965~     |                           |                           |                           |                           |              |              |              |              |              |              |

- 모계(母系)

|              |              |              |              |              |              |  |  |                  |                  |                  |                  | 김영한 (金永漢) 1900~1980 | 김영한 (金永漢) 1900~1980 | 김영한 (金永漢) 1900~1980 | 김영한 (金永漢) 1900~1980 | 김영한 (金永漢) 1900~1980 | 김영한 (金永漢) 1900~1980 |                           |                           | 홍무경 1908~1997          | 홍무경 1908~1997          | 홍무경 1908~1997      | 홍무경 1908~1997      | 홍무경 1908~1997      | 홍무경 1908~1997      |                       |                       |                       |                       |                       |                       |                           |                           |                           |                           |                           |                           |                       |                       |                       |                       |              |              |              |              |  |  |                           |                           |                           |                           |                           |                           |
|              |              |              |              |              |              |  |  |                  |                  |                  |                  | 김영한 (金永漢) 1900~1980 | 김영한 (金永漢) 1900~1980 | 김영한 (金永漢) 1900~1980 | 김영한 (金永漢) 1900~1980 | 김영한 (金永漢) 1900~1980 | 김영한 (金永漢) 1900~1980 |                           |                           | 홍무경 1908~1997          | 홍무경 1908~1997          | 홍무경 1908~1997      | 홍무경 1908~1997      | 홍무경 1908~1997      | 홍무경 1908~1997      |                       |                       |                       |                       |                       |                       |                           |                           |                           |                           |                           |                           |                       |                       |                       |                       |              |              |              |              |  |  |                           |                           |                           |                           |                           |                           |
|              |              |              |              |              |              |  |  |                  |                  |                  |                  |                           |                           |                           |                           |                           |                           |                           |                           |                           |                           |                       |                       |                       |                       |                       |                       |                       |                       |                       |                       |                           |                           |                           |                           |                           |                           |                       |                       |                       |                       |              |              |              |              |  |  |                           |                           |                           |                           |                           |                           |
|              |              |              |              |              |              |  |  |                  |                  |                  |                  |                           |                           |                           |                           |                           |                           |                           |                           |                           |                           |                       |                       |                       |                       |                       |                       |                       |                       |                       |                       |                           |                           |                           |                           |                           |                           |                       |                       |                       |                       |              |              |              |              |  |  |                           |                           |                           |                           |                           |                           |
| 김진동 1927~ | 김진동 1927~ | 김진동 1927~ | 김진동 1927~ | 김진동 1927~ | 김진동 1927~ |  |  | 김익동 1930~2022 | 김익동 1930~2022 | 김익동 1930~2022 | 김익동 1930~2022 | 김익동 1930~2022          | 김익동 1930~2022          |                           |                           | 김복동 (金復東) 1933~2000 | 김복동 (金復東) 1933~2000 | 김복동 (金復東) 1933~2000 | 김복동 (金復東) 1933~2000 | 김복동 (金復東) 1933~2000 | 김복동 (金復東) 1933~2000 |                       |                       | 김옥숙 (金玉淑) 1935~ | 김옥숙 (金玉淑) 1935~ | 김옥숙 (金玉淑) 1935~ | 김옥숙 (金玉淑) 1935~ | 김옥숙 (金玉淑) 1935~ | 김옥숙 (金玉淑) 1935~ |                       |                       | 노태우 (盧泰愚) 1932~2021 | 노태우 (盧泰愚) 1932~2021 | 노태우 (盧泰愚) 1932~2021 | 노태우 (盧泰愚) 1932~2021 | 노태우 (盧泰愚) 1932~2021 | 노태우 (盧泰愚) 1932~2021 |                       |                       | 김정숙 1937~          | 김정숙 1937~          | 김정숙 1937~ | 김정숙 1937~ | 김정숙 1937~ | 김정숙 1937~ |  |  | 금진호 (琴震鎬) 1932~2024 | 금진호 (琴震鎬) 1932~2024 | 금진호 (琴震鎬) 1932~2024 | 금진호 (琴震鎬) 1932~2024 | 금진호 (琴震鎬) 1932~2024 | 금진호 (琴震鎬) 1932~2024 |
| 김진동 1927~ | 김진동 1927~ | 김진동 1927~ | 김진동 1927~ | 김진동 1927~ | 김진동 1927~ |  |  | 김익동 1930~2022 | 김익동 1930~2022 | 김익동 1930~2022 | 김익동 1930~2022 | 김익동 1930~2022          | 김익동 1930~2022          |                           |                           | 김복동 (金復東) 1933~2000 | 김복동 (金復東) 1933~2000 | 김복동 (金復東) 1933~2000 | 김복동 (金復東) 1933~2000 | 김복동 (金復東) 1933~2000 | 김복동 (金復東) 1933~2000 |                       |                       | 김옥숙 (金玉淑) 1935~ | 김옥숙 (金玉淑) 1935~ | 김옥숙 (金玉淑) 1935~ | 김옥숙 (金玉淑) 1935~ | 김옥숙 (金玉淑) 1935~ | 김옥숙 (金玉淑) 1935~ |                       |                       | 노태우 (盧泰愚) 1932~2021 | 노태우 (盧泰愚) 1932~2021 | 노태우 (盧泰愚) 1932~2021 | 노태우 (盧泰愚) 1932~2021 | 노태우 (盧泰愚) 1932~2021 | 노태우 (盧泰愚) 1932~2021 |                       |                       | 김정숙 1937~          | 김정숙 1937~          | 김정숙 1937~ | 김정숙 1937~ | 김정숙 1937~ | 김정숙 1937~ |  |  | 금진호 (琴震鎬) 1932~2024 | 금진호 (琴震鎬) 1932~2024 | 금진호 (琴震鎬) 1932~2024 | 금진호 (琴震鎬) 1932~2024 | 금진호 (琴震鎬) 1932~2024 | 금진호 (琴震鎬) 1932~2024 |
|              |              |              |              |              |              |  |  |                  |                  |                  |                  |                           |                           |                           |                           |                           |                           |                           |                           |                           |                           |                       |                       |                       |                       |                       |                       |                       |                       |                       |                       |                           |                           |                           |                           |                           |                           |                       |                       |                       |                       |              |              |              |              |  |  |                           |                           |                           |                           |                           |                           |
|              |              |              |              |              |              |  |  |                  |                  |                  |                  |                           |                           |                           |                           |                           |                           |                           |                           |                           |                           |                       |                       |                       |                       |                       |                       |                       |                       |                       |                       |                           |                           |                           |                           |                           |                           |                       |                       |                       |                       |              |              |              |              |  |  |                           |                           |                           |                           |                           |                           |
|              |              |              |              |              |              |  |  |                  |                  |                  |                  |                           |                           |                           |                           |                           |                           |                           |                           | 노소영 (盧素英) 1961~     | 노소영 (盧素英) 1961~     | 노소영 (盧素英) 1961~ | 노소영 (盧素英) 1961~ | 노소영 (盧素英) 1961~ | 노소영 (盧素英) 1961~ |                       |                       | 최태원 (崔泰源) 1960~ | 최태원 (崔泰源) 1960~ | 최태원 (崔泰源) 1960~ | 최태원 (崔泰源) 1960~ | 최태원 (崔泰源) 1960~     | 최태원 (崔泰源) 1960~     |                           |                           | 노재헌 (盧載憲) 1965~     | 노재헌 (盧載憲) 1965~     | 노재헌 (盧載憲) 1965~ | 노재헌 (盧載憲) 1965~ | 노재헌 (盧載憲) 1965~ | 노재헌 (盧載憲) 1965~ |              |              |              |              |  |  |                           |                           |                           |                           |                           |                           |
|              |              |              |              |              |              |  |  |                  |                  |                  |                  |                           |                           |                           |                           |                           |                           |                           |                           | 노소영 (盧素英) 1961~     | 노소영 (盧素英) 1961~     | 노소영 (盧素英) 1961~ | 노소영 (盧素英) 1961~ | 노소영 (盧素英) 1961~ | 노소영 (盧素英) 1961~ |                       |                       | 최태원 (崔泰源) 1960~ | 최태원 (崔泰源) 1960~ | 최태원 (崔泰源) 1960~ | 최태원 (崔泰源) 1960~ | 최태원 (崔泰源) 1960~     | 최태원 (崔泰源) 1960~     |                           |                           | 노재헌 (盧載憲) 1965~     | 노재헌 (盧載憲) 1965~     | 노재헌 (盧載憲) 1965~ | 노재헌 (盧載憲) 1965~ | 노재헌 (盧載憲) 1965~ | 노재헌 (盧載憲) 1965~ |              |              |              |              |  |  |                           |                           |                           |                           |                           |                           |

## 기타
- 2021년 8월, 인류의 평등이 공존하는 세상, 장애인과 비장애인이 공존하는 세상을 원한다고 밝힌 바 있다.[1]

- ‘이승만대통령기념관건립추진위원회’에 이승만 대통령 기념관 건립을 위한 모금에 나섰다. 이승만 초대 대통령의 아들인 이인수 이승만건국대통령기념사업회 상임고문, 박정희 대통령 아들 박지만 EG 대표이사, 노태우 대통령 아들 노재헌 재단법인 동아시아문화센터 이사장, 김영삼 대통령 아들 김현철 김영삼대통령기념재단 이사장, 김대중 대통령의 아들 김홍업 김대중평화센터 이사장 등 전직 대통령 후계자 5명도 동참해 사회적인 화합의 귀감이 되었다.[2]

- 엘리자베스 2세 英 여왕의 방한 때 여왕을 만났는데 엘리자베스 2세가 미남이라고 한 일화가 있다. 1965년생임에도 키가 185cm에 귀공자상으로 대통령 자녀들 중 가장 미남 중 한 명이었다고 평가된다.[3]